# 津軽藩士殉難事件
津軽藩士殉難事件（つがるはんしじゅんなんじけん）は、江戸時代後期の文化露寇のさなか北海道知床半島西岸の斜里郡（現北海道斜里町）で発生した大量遭難事件。1807年（文化4年）に江戸幕府は北方警備のため津軽藩士や農民ら約300人を宗谷に派遣し、そのうち斜里へ移動した100人中72人が極寒と栄養不足による浮腫病により死亡し、宗谷でも30人以上が犠牲になったとされる。

## 時代背景
18世紀以来、日本との通商を求めるロシアはしきりと接触を図ってきた。1792年にはアダム・ラクスマンが伊勢国出身の日本人漂流民・大黒屋光太夫を伴って根室に来航し、1804年にはニコライ・レザノフが長崎に来航し、ともにロシア皇帝の親書を携え交渉を図っている。しかし、いずれも鎖国を祖法とする日本側に拒絶されていた。日本側の煮え切らない態度に接したレザノフは「日本に対しては武力をもっての開国以外に手段はない」との意見を皇帝に奏上するが、後に撤回している。一方、彼の部下ニコライ・フヴォストフは独断で水兵を率い、1806年と1807年の数回にわたって択捉島や利尻島に上陸し、日本側の会所や番屋を焼き払い、食料や武器などを略奪する暴挙を繰り返した。これを「文化露寇」と呼ぶ。
事件を受けた幕府では北方警備の重要性を悟り、松前藩を陸奥国伊達郡梁川に転封して蝦夷地を直轄領にするとともに、会津藩、秋田藩、南部藩など東北地方の各藩に北海道の沿岸警備を命じる。

## 事件の経過

### 斜里まで
文化4年（1807年）の陰暦5月、津軽藩士たちは北方警備の幕命を受ける。急なことながら出立の仕度を固め、5月28日に青森を発ち、6月4日に北海道の箱館（現在の函館市）に上陸。数日間を過ごした後、陸路で北海道北端の宗谷へと出立し、7月9日に到着する。当時、和人人口が200人あまりだった宗谷場所に都合100人の津軽藩士たちが駐屯することになったため、長屋などを急遽建設し、樺太を望む宗谷海峡の警備に当たった。
ところが7月9日になって、突如として「シャリ場所の警備」の命が下される。宗谷に詰める人員100人のうちから、30人が最初に出立し、オホーツク海沿岸を陸路で南下したのち、7月29日（太陽暦9月1日）に現地に到着する。当時のシャリ会所は敷地面積38坪ほどの茅葺で、付属施設として数軒の板倉があるのみだった。合計で100余人にもなる藩士たちの収容場にはとても及ばないため、周辺の山林からトドマツを伐採して30坪ほどの陣屋3棟と板倉などの付属施設を建設した。構造材が急ごしらえの生木だったため陣屋の構造には狂いが生じ、後に隙間風に悩まされるようになる。しかし心配されたロシア船来航の兆しは無く、一同は月の3、13、23日に射撃訓練などをしている。

### 極寒での越冬

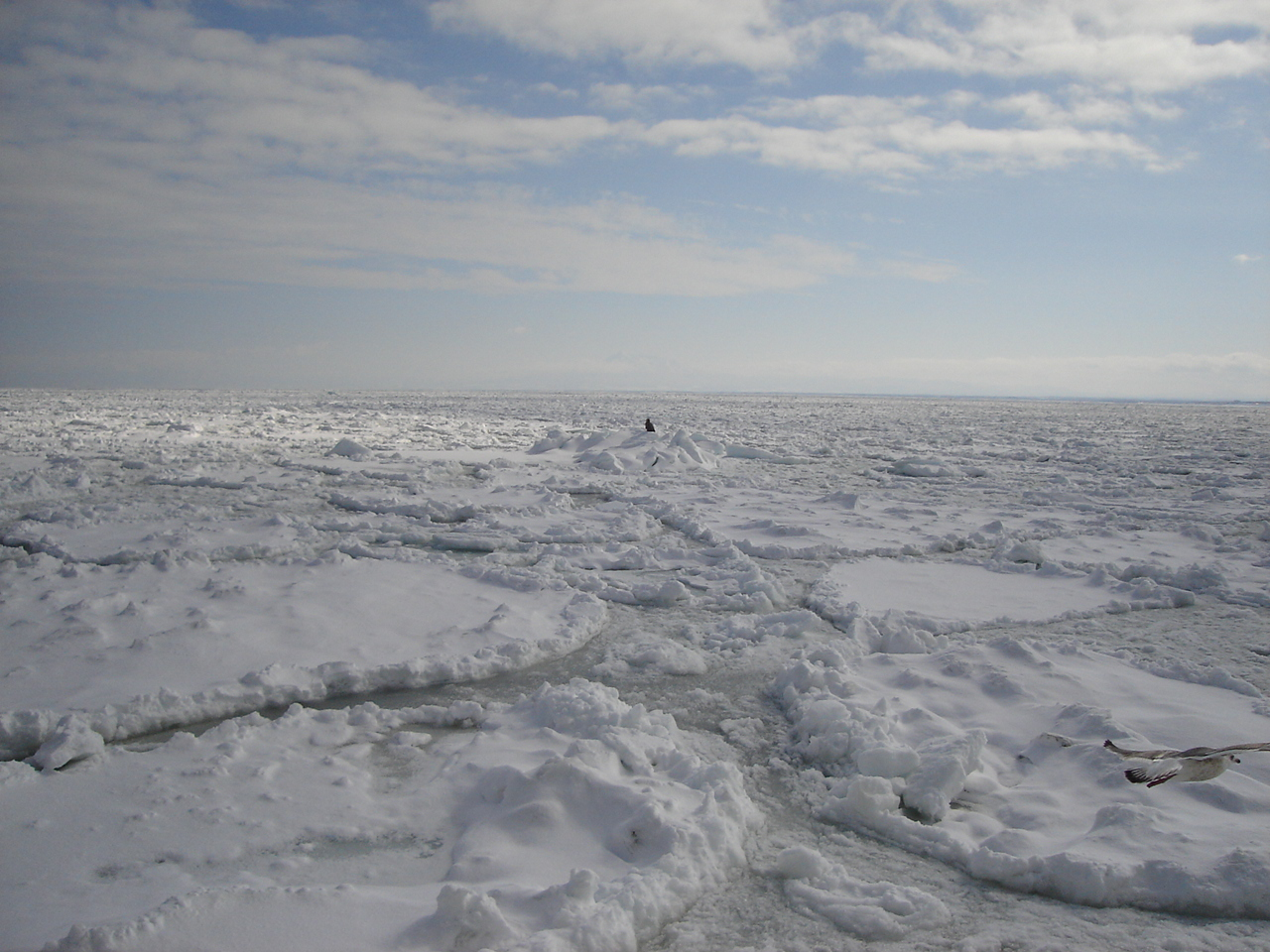
冬のオホーツク海

一方で蝦夷地の本格的な寒さが忍び寄り、8月28日には初雪が降った。10月（太陽暦11月）には最初の病人が発生する中、10月26日には松前からの早飛脚が医学館製の薬「加味平胃散」と酒などを差し入れた。
米や味噌など食料の備蓄は豊富だったものの、11月14日（太陽暦12月12日）以降には「北国」の津軽でも経験したことの無いような寒さに苛まれた。陣屋は警備を最優先して海を臨む立地に建設されていたため北からの季節風をまともに浴び、そこで暮らす藩士たちは綿入れを2枚重ねにして何とか耐え忍ぶ状況だった。越冬用の薪は急遽伐採した生木だったため、燃やせば大量の煙を発して目を蝕む。そのうえ、この時点で海は季節はずれの流氷に閉ざされていた。新鮮な魚を得ることも不可能なうえ、氷の原を渡ってロシアが攻めてくる恐怖が藩士を襲う。保存食のみで生鮮な食材のない食生活はビタミンを欠き、脚気による水腫を患う者が続出する。11月25日（太陽暦12月23日）には最初の病人だった富蔵が死亡し、以降は26日、29日、12月1日、5日と数日に1人の割合で病死者が続出、12月8日には4人が死亡した。
以降も病死者は絶えず、炊事、水汲み、薪集めなど日常の雑事をこなす下役も病に伏せる中、症状の軽いものは身分の別なく雑事や病人の看病に奔走するようになる。そんな中でも、12月28日にはトドマツの枝とクマザサを組み合わせて松飾を作り、新年の準備をしている。
年明けて文化5年（1808年）、年始の礼を交わす中でも死者は続き、元日から4日までに5人が死亡。5日から29日までに22人が死亡。以降も死者は絶えず、3月2日には計6人が死亡した。宗谷での養生願いが聞き届けられ、シャリを離れる者も少数ながらいたが、みな道中の網走や常呂で息絶えている。
4月2日（太陽暦4月27日）になって海を閉ざしていた流氷がようやく去り、生存者たちは船便が通う状況になったことに希望を繋ぐ。本格的な春の訪れとともに外部から早飛脚なども訪れ、生存者たちは次々と出立を始めた。6月には袷で過ごせるような暖かさとなった。そして閏6月13日（太陽暦8月4日）に死亡した足軽目付・桜庭又吉を最後の死者とする。
閏6月24日、シャリ陣屋の沖に450石積みの交代船・千歳丸が現れる。陣屋に残っていた者は米や武器類をまとめて撤収の仕度をするとともに、死者72人の氏名をすべて記したヒノキ製の墓標を建立した。

### 帰路
閏6月26日、残りの17名は千歳丸に乗り込み、いよいよ帰路につく。シャリを出帆して北海道オホーツク海岸を北上し、宗谷岬を廻って7月2日に利尻島に上陸。ここで生存者たちは、干物ではない新鮮な魚を7ヶ月ぶりで口にした。3日間滞在したのちに出港し北海道の日本海沿岸を南下するものの、船は積丹半島の神威岬沖で悪風に阻まれて舵を損傷。やむなく忍路まで引き返して上陸した。
以降は海路での旅をあきらめ、陸路を向かうことにする。高島の会所（アイヌとの交易施設）で数日を過ごし、7月16日に出立して石狩川を河口から丸木舟で遡り、さらに千歳川を遡って千歳の会所に宿泊。石狩低地の分水嶺を越えて美々川を下り、勇払の会所に宿泊。アイヌの馬子が操る馬で旅を続け、20日に白老、22日に室蘭、26日に長万部、そして8月1日に函館に到着する。
8月5日に松前に到着。翌6日には、去る6月に損傷した千歳丸の修理が成り、松前に入津したとの知らせを受ける。10日の朝、一行は千歳丸に乗り込んで津軽海峡を越え、昼過ぎには三馬屋（三厩村）に上陸。陸路で数日の旅を続けたのち、8月15日に待望の弘前城下にたどり着いた。

## 大量の死者を出した原因
津軽藩士たちが越冬用に持ち込んだ食料は、米や味噌などの保存食だった。これらはビタミンを欠いていた上、降雪や流氷のため新鮮な魚や海藻の入手も望めなかった。さらに住まいの陣屋は越冬には不都合な日本建築で、しかも生木を用いた急ごしらえの建築ゆえ、構造材の狂いで隙間風に悩まされた。寒さに耐えかね薪を大量に焚くものの、乾燥が不十分な生木のため大量の煙を発して目を蝕む。さらに前浜は早々と流氷に閉ざされたため、藩士たちは「敵国・ロシアと陸続き」という精神的圧迫に始終押しつぶされることになる。
北海道で生きる術を熟知したアイヌにとっても、斜里の地は厳しい寒気ゆえに越冬が憚られる地域だった。地域のアイヌは夏のみ斜里の沿岸で暮らし、冬季は風が穏やかな内陸部で越冬していた。
現地の状況に不慣れな上、日本伝統の習慣に固執した生活が大量死を招いたといえる。
なお、当時はコーヒーが浮腫予防の妙薬とされていた。しかし貴重品であり、幕府が北方警備の武士の元へ配給できるようになったのは事件から約半世紀も後の幕末になってからだった。ただし同年、樺太へ派遣された有力親藩の会津藩兵には幕府よりコーヒーが支給されている（会津藩の北方警備）。

## その後
斜里での大量死は藩の「恥部」として厳重な緘口令が布かれ、藩の公式記録にも載せられなかった。しかし生存者の1人である藩士・齊藤勝利の残した「松前詰合日記」が1954年に発見され、はじめて藩士たちの悲劇が明らかになった。1973年には津軽藩士殉難慰霊の碑が建立され、慰霊祭が毎年行われている。1983年には斜里町と弘前市は友好都市の提携を結び、以降の夏祭りでは弘前ねぷたが斜里の繁華街を練り歩く。